# Vuelta a Murcia 2020
La 40.ª edición de la competición ciclista Vuelta a Murcia fue una carrera de ciclismo en ruta por etapas que se celebró entre el 14 y el 15 de febrero en España en la Región de Murcia, con inicio en la ciudad de Los Alcázares y final en la ciudad de Murcia sobre un recorrido de 357,2 kilómetros.
La carrera formó parte del UCI Europe Tour 2020, calendario ciclístico de los Circuitos Continentales UCI dentro de la categoría 2.1. El vencedor final fue el belga Xandro Meurisse del Circus-Wanty Gobert. Completaron el podio, como segundo y tercer clasificado respectivamente, el checo Josef Černý del CCC y el alemán Lennard Kämna del Bora-Hansgrohe.

## Equipos participantes
Tomaron parte en la carrera 18 equipos: 4 de categoría UCI WorldTeam invitados por la organización, 10 de categoría UCI ProTeam y 4 de categoría Continental. Formaron así un pelotón de 125 ciclistas de los que acabaron 82. Los equipos participantes fueron:
| WorldTeams (4)- Astana - Bora-Hansgrohe - Movistar Team - CCC Team ProTeams (10)- Caja Rural-Seguros RGA - Sport Vlaanderen-Baloise - Burgos-BH - Euskaltel-Euskadi - Circus-Wanty Gobert - Arkéa-Samsic - Gazprom-RusVelo - Riwal Readynez - Rally Cycling - Bingoal-Wallonie Bruxelles Equipos continentales (4)- Kometa-Xstra - Equipo Kern Pharma - Aviludo-Louletano - Lokosphinx |
| |

## Recorrido
La Vuelta a Murcia dispuso de dos etapas para un recorrido total de 357,2 kilómetros.
| Etapa     | Fecha     | Recorrido                            | type                   | Distancia (km) | Ganador           | Líder           |
| --------- | --------- | ------------------------------------ | ---------------------- | -------------- | ----------------- | --------------- |
| 1.ª etapa | 14 de feb | Alcázares, Los – Caravaca de la Cruz | etapa escarpada        | 177,6          | Xandro Meurisse   | Xandro Meurisse |
| 2.ª etapa | 15 de feb | Santomera – Murcia                   | etapa de media montaña | 179,6          | Luis León Sánchez | Xandro Meurisse |

## Desarrollo de la carrera

### 1.ª etapa
| Alcázares, Los - Caravaca de la Cruz | etapa escarpada | (177,6 km) |

| \| Clasificación de la etapa \| Clasificación de la etapa \| Clasificación de la etapa \| Clasificación de la etapa \| Clasificación de la etapa \| \| Ciclista \| Ciclista \| Equipo \| Tiempo \| \| \| ------------------------- \| ------------------------- \| ------------------------- \| ------------------------- \| ------------------------- \| \| 1.º \| Xandro Meurisse \| Circus-Wanty Gobert \| 4 h 24 min 00 s \| \| \| 2.º \| Adam de Vos \| Rally Cycling \| + 4 s \| \| \| 3.º \| Josef Černý \| CCC Team \| + 11 s \| \| \| 4.º \| Thibault Guernalec \| Arkéa-Samsic \| + 11 s \| \| \| 5.º \| Lennard Kämna \| Bora-Hansgrohe \| + 17 s \| \| \| 6.º \| Nikita Stalnow \| Astana \| + 20 s \| \| \| 7.º \| Jefferson Cepeda \| Caja Rural-Seguros RGA \| + 23 s \| \| \| 8.º \| Sergio García \| Kometa-Xstra \| + 29 s \| \| \| 9.º \| Héctor Carretero \| Movistar Team \| + 37 s \| \| \| 10.º \| Antonio Jesús Soto \| Fundación-Orbea \| + 50 s \| \| |                    |                        |                 |
| |                    |                        |                 |
| Fuente: ProCyclingStats |                    |                        |                 |
| Clasificación de la etapa |                    |                        |                 |
| Ciclista | Ciclista           | Equipo                 | Tiempo          |
| 1.º | Xandro Meurisse    | Circus-Wanty Gobert    | 4 h 24 min 00 s |
| 2.º | Adam de Vos        | Rally Cycling          | + 4 s           |
| 3.º | Josef Černý        | CCC Team               | + 11 s          |
| 4.º | Thibault Guernalec | Arkéa-Samsic           | + 11 s          |
| 5.º | Lennard Kämna      | Bora-Hansgrohe         | + 17 s          |
| 6.º | Nikita Stalnow     | Astana                 | + 20 s          |
| 7.º | Jefferson Cepeda   | Caja Rural-Seguros RGA | + 23 s          |
| 8.º | Sergio García      | Kometa-Xstra           | + 29 s          |
| 9.º | Héctor Carretero   | Movistar Team          | + 37 s          |
| 10.º | Antonio Jesús Soto | Fundación-Orbea        | + 50 s          |

| \| Clasificación general \| Clasificación general \| Clasificación general \| Clasificación general \| Clasificación general \| \| Ciclista \| Ciclista \| Equipo \| Tiempo \| \| \| --------------------- \| --------------------- \| ---------------------- \| --------------------- \| --------------------- \| \| 1.º \| Xandro Meurisse \| Circus-Wanty Gobert \| 4 h 24 min 00 s \| \| \| 2.º \| Adam de Vos \| Rally Cycling \| + 4 s \| \| \| 3.º \| Josef Černý \| CCC Team \| + 11 s \| \| \| 4.º \| Thibault Guernalec \| Arkéa-Samsic \| + 11 s \| \| \| 5.º \| Lennard Kämna \| Bora-Hansgrohe \| + 17 s \| \| \| 6.º \| Nikita Stalnow \| Astana \| + 20 s \| \| \| 7.º \| Jefferson Cepeda \| Caja Rural-Seguros RGA \| + 23 s \| \| \| 8.º \| Sergio García \| Kometa-Xstra \| + 29 s \| \| \| 9.º \| Héctor Carretero \| Movistar Team \| + 37 s \| \| \| 10.º \| Antonio Jesús Soto \| Fundación-Orbea \| + 50 s \| \| |                    |                        |                 |
| |                    |                        |                 |
| Fuente: ProCyclingStats |                    |                        |                 |
| Clasificación general |                    |                        |                 |
| Ciclista | Ciclista           | Equipo                 | Tiempo          |
| 1.º | Xandro Meurisse    | Circus-Wanty Gobert    | 4 h 24 min 00 s |
| 2.º | Adam de Vos        | Rally Cycling          | + 4 s           |
| 3.º | Josef Černý        | CCC Team               | + 11 s          |
| 4.º | Thibault Guernalec | Arkéa-Samsic           | + 11 s          |
| 5.º | Lennard Kämna      | Bora-Hansgrohe         | + 17 s          |
| 6.º | Nikita Stalnow     | Astana                 | + 20 s          |
| 7.º | Jefferson Cepeda   | Caja Rural-Seguros RGA | + 23 s          |
| 8.º | Sergio García      | Kometa-Xstra           | + 29 s          |
| 9.º | Héctor Carretero   | Movistar Team          | + 37 s          |
| 10.º | Antonio Jesús Soto | Fundación-Orbea        | + 50 s          |

### 2.ª etapa
| Santomera - Murcia | etapa de media montaña | (179,6 km) |

| \| Clasificación de la etapa \| Clasificación de la etapa \| Clasificación de la etapa \| Clasificación de la etapa \| Clasificación de la etapa \| \| Ciclista \| Ciclista \| Equipo \| Tiempo \| \| \| ------------------------- \| ------------------------- \| ------------------------- \| ------------------------- \| ------------------------- \| \| 1.º \| Luis León Sánchez \| Astana \| 4 h 21 min 04 s \| \| \| 2.º \| Omar Fraile \| Astana \| + 7 s \| \| \| 3.º \| Josef Černý \| CCC Team \| + 7 s \| \| \| 4.º \| Xandro Meurisse \| Circus-Wanty Gobert \| + 7 s \| \| \| 5.º \| Lennard Kämna \| Bora-Hansgrohe \| + 7 s \| \| \| 6.º \| Vicente García de Mateos \| Aviludo-Louletano \| + 7 s \| \| \| 7.º \| Alejandro Valverde \| Movistar Team \| + 20 s \| \| \| 8.º \| Felix Großschartner \| Bora-Hansgrohe \| + 20 s \| \| \| 9.º \| Matteo Trentin \| CCC Team \| + 20 s \| \| \| 10.º \| Kamil Małecki \| CCC Team \| + 5 min 25 s \| \| |                          |                     |                 |
| |                          |                     |                 |
| Fuente: ProCyclingStats |                          |                     |                 |
| Clasificación de la etapa |                          |                     |                 |
| Ciclista | Ciclista                 | Equipo              | Tiempo          |
| 1.º | Luis León Sánchez        | Astana              | 4 h 21 min 04 s |
| 2.º | Omar Fraile              | Astana              | + 7 s           |
| 3.º | Josef Černý              | CCC Team            | + 7 s           |
| 4.º | Xandro Meurisse          | Circus-Wanty Gobert | + 7 s           |
| 5.º | Lennard Kämna            | Bora-Hansgrohe      | + 7 s           |
| 6.º | Vicente García de Mateos | Aviludo-Louletano   | + 7 s           |
| 7.º | Alejandro Valverde       | Movistar Team       | + 20 s          |
| 8.º | Felix Großschartner      | Bora-Hansgrohe      | + 20 s          |
| 9.º | Matteo Trentin           | CCC Team            | + 20 s          |
| 10.º | Kamil Małecki            | CCC Team            | + 5 min 25 s    |

## Clasificaciones finales
- Las clasificaciones finalizaron de la siguiente forma:[4]

### Clasificación general
| \| Clasificación general \| Clasificación general \| Clasificación general \| Clasificación general \| Clasificación general \| \| Ciclista \| Ciclista \| Equipo \| Tiempo \| \| \| --------------------- \| ------------------------ \| ---------------------- \| --------------------- \| --------------------- \| \| 1.º \| Xandro Meurisse \| Circus-Wanty Gobert \| 8 h 45 min 55 s \| \| \| 2.º \| Josef Černý \| CCC Team \| + 11 s \| \| \| 3.º \| Lennard Kämna \| Bora-Hansgrohe \| + 17 s \| \| \| 4.º \| Thibault Guernalec \| Arkéa-Samsic \| + 5 min 49 s \| \| \| 5.º \| Nikita Stalnow \| Astana \| + 5 min 58 s \| \| \| 6.º \| Jefferson Cepeda \| Caja Rural-Seguros RGA \| + 6 min 01 s \| \| \| 7.º \| Héctor Carretero \| Movistar Team \| + 6 min 15 s \| \| \| 8.º \| Sergio García \| Kometa-Xstra \| + 11 min 16 s \| \| \| 9.º \| Antonio Jesús Soto \| Fundación-Orbea \| + 11 min 35 s \| \| \| 10.º \| Adam de Vos \| Rally Cycling \| + 12 min 45 s \| \| \| 11.º \| Luis León Sánchez \| Astana \| + 16 min 42 s \| \| \| 12.º \| Omar Fraile \| Astana \| + 16 min 49 s \| \| \| 13.º \| Vicente García de Mateos \| Aviludo-Louletano \| + 16 min 49 s \| \| \| 14.º \| Alejandro Valverde \| Movistar Team \| + 17 min 02 s \| \| \| 15.º \| Felix Großschartner \| Bora-Hansgrohe \| + 17 min 02 s \| \| |                          |                        |                 |
| |                          |                        |                 |
| Fuente: ProCyclingStats |                          |                        |                 |
| Clasificación general |                          |                        |                 |
| Ciclista | Ciclista                 | Equipo                 | Tiempo          |
| 1.º | Xandro Meurisse          | Circus-Wanty Gobert    | 8 h 45 min 55 s |
| 2.º | Josef Černý              | CCC Team               | + 11 s          |
| 3.º | Lennard Kämna            | Bora-Hansgrohe         | + 17 s          |
| 4.º | Thibault Guernalec       | Arkéa-Samsic           | + 5 min 49 s    |
| 5.º | Nikita Stalnow           | Astana                 | + 5 min 58 s    |
| 6.º | Jefferson Cepeda         | Caja Rural-Seguros RGA | + 6 min 01 s    |
| 7.º | Héctor Carretero         | Movistar Team          | + 6 min 15 s    |
| 8.º | Sergio García            | Kometa-Xstra           | + 11 min 16 s   |
| 9.º | Antonio Jesús Soto       | Fundación-Orbea        | + 11 min 35 s   |
| 10.º | Adam de Vos              | Rally Cycling          | + 12 min 45 s   |
| 11.º | Luis León Sánchez        | Astana                 | + 16 min 42 s   |
| 12.º | Omar Fraile              | Astana                 | + 16 min 49 s   |
| 13.º | Vicente García de Mateos | Aviludo-Louletano      | + 16 min 49 s   |
| 14.º | Alejandro Valverde       | Movistar Team          | + 17 min 02 s   |
| 15.º | Felix Großschartner      | Bora-Hansgrohe         | + 17 min 02 s   |

### Clasificación de la montaña
| Clasificación de la montaña | Clasificación de la montaña  | Clasificación de la montaña | Clasificación de la montaña | Clasificación de la montaña |
| Ciclista                    | Ciclista                     | Equipo                      | Puntos                      |                             |
| --------------------------- | ---------------------------- | --------------------------- | --------------------------- | --------------------------- |
| 1.º                         | Omar Fraile                  | Astana                      | 18 pts                      |                             |
| 2.º                         | Nikita Stalnow               | Astana                      | 18 pts                      |                             |
| 3.º                         | Lennard Kämna                | Bora-Hansgrohe              | 13 pts                      |                             |
| 4.º                         | Alejandro Valverde           | Movistar Team               | 12 pts                      |                             |
| 5.º                         | Jefferson Cepeda             | Caja Rural-Seguros RGA      | 10 pts                      |                             |
| 6.º                         | Vicente García de Mateos     | Aviludo-Louletano           | 9 pts                       |                             |
| 7.º                         | Xandro Meurisse              | Circus-Wanty Gobert         | 6 pts                       |                             |
| 8.º                         | Héctor Carretero             | Movistar Team               | 6 pts                       |                             |
| 9.º                         | Óscar Rodríguez Garaicoechea | Astana                      | 6 pts                       |                             |
| 10.º                        | Nélson Filippe Oliveira      | Movistar Team               | 6 pts                       |                             |

### Clasificación de los puntos
| Clasificación por puntos | Clasificación por puntos | Clasificación por puntos | Clasificación por puntos | Clasificación por puntos |
| Ciclista                 | Ciclista                 | Equipo                   | Puntos                   |                          |
| ------------------------ | ------------------------ | ------------------------ | ------------------------ | ------------------------ |
| 1.º                      | Xandro Meurisse          | Circus-Wanty Gobert      | 39 pts                   |                          |
| 2.º                      | Josef Černý              | CCC Team                 | 32 pts                   |                          |
| 3.º                      | Luis León Sánchez        | Astana                   | 25 pts                   |                          |
| 4.º                      | Lennard Kämna            | Bora-Hansgrohe           | 24 pts                   |                          |
| 5.º                      | Adam de Vos              | Rally Cycling            | 20 pts                   |                          |
| 6.º                      | Omar Fraile              | Astana                   | 20 pts                   |                          |
| 7.º                      | Thibault Guernalec       | Arkéa-Samsic             | 14 pts                   |                          |
| 8.º                      | Nikita Stalnow           | Astana                   | 10 pts                   |                          |
| 9.º                      | Vicente García de Mateos | Aviludo-Louletano        | 10 pts                   |                          |
| 10.º                     | Alejandro Valverde       | Movistar Team            | 10 pts                   |                          |

### Clasificación por equipos
| Clasificación por equipos | Clasificación por equipos | Clasificación por equipos | Clasificación por equipos |
| Equipo                    | Equipo                    | Tiempo                    |                           |
| ------------------------- | ------------------------- | ------------------------- | ------------------------- |
| 1.º                       | Astana                    | 26 h 57 min 07 s          |                           |
| 2.º                       | CCC Team                  | + 8 s                     |                           |
| 3.º                       | Circus-Wanty Gobert       | + 5 min 37 s              |                           |
| 4.º                       | Bora-Hansgrohe            | + 6 min 45 s              |                           |
| 5.º                       | Movistar Team             | + 11 min 56 s             |                           |

## Evolución de las clasificaciones
| Etapa                   | Vencedor                | Clasificación general | Clasificación de la montaña | Clasificación de los puntos | Clasificación por equipos |
| ----------------------- | ----------------------- | --------------------- | --------------------------- | --------------------------- | ------------------------- |
| 1.ª                     | Xandro Meurisse         | Xandro Meurisse       | Nikita Stalnov              | Xandro Meurisse             | Arkéa Samsic              |
| 2.ª                     | Luis León Sánchez       | Xandro Meurisse       | Omar Fraile                 | Xandro Meurisse             | Astana                    |
| Clasificaciones finales | Clasificaciones finales | Xandro Meurisse       | Omar Fraile                 | Xandro Meurisse             | Astana                    |

## UCI World Ranking
La Vuelta a Murcia otorgó puntos para el UCI World Ranking para corredores de los equipos en las categorías UCI WorldTeam, UCI ProTeam y Continental. Las siguientes tablas son el baremo de puntuación y los 10 corredores que obtuvieron más puntos:
| Posición              | 1.º | 2.º | 3.º | 4.º | 5.º | 6.º | 7.º | 8.º | 9.º | 10.º |
| Clasificación general | 125 | 85  | 70  | 60  | 50  | 40  | 35  | 30  | 25  | 20   |
| Por etapa             | 14  | 5   | 3   |     |     |     |     |     |     |      |
| Líder                 | 3   |     |     |     |     |     |     |     |     |      |

| Clasificación |                        |                        |         |       |       |       |
| Posición      | Ciclista               | Equipo                 | General | Etapa | Líder | Total |
| ------------- | ---------------------- | ---------------------- | ------- | ----- | ----- | ----- |
| 1.º           | Xandro Meurisse        | Circus-Wanty Gobert    | 125     | 14    | 3     | 142   |
| 2.º           | Josef Černý            | CCC                    | 85      | 6     | -     | 91    |
| 3.º           | Lennard Kämna          | Bora-Hansgrohe         | 70      | -     | -     | 70    |
| 4.º           | Thibault Guernalec     | Arkéa Samsic           | 60      | -     | -     | 60    |
| 5.º           | Nikita Stalnov         | Astana                 | 50      | -     | -     | 50    |
| 6.º           | Jefferson Cepeda       | Caja Rural-Seguros RGA | 40      | -     | -     | 40    |
| 7.º           | Héctor Carretero       | Movistar               | 35      | -     | -     | 35    |
| 8.º           | Sergio García González | Kometa-Xstra           | 30      | -     | -     | 30    |
| 9.º           | Luis León Sánchez      | Astana                 | 15      | 14    | -     | 29    |
| 10.º          | Antonio Jesús Soto     | Fundación-Orbea        | 25      | -     | -     | 25    |